# Looney Tunes Dash
Looney Tunes Dash fue un videojuego de plataformas desarrollado y publicado por Zynga y Eat Sleep Play, bajo la supervisión de John vanSuchtelen. El juego fue lanzado el 17 de diciembre de 2014. Después de varios años, el juego se cerró el 27 de enero de 2018, más tarde fue eliminada de la App Store y Google Play.

## Jugabilidad
La Jugabilidad es de un juego de carreras sin fin, similar a la de otros títulos del género, como Temple Run o Subway Surfers con varios personajes de Looney Tunes.

## Reparto de voces
- Jeff Bergman como Bugs Bunny, Pato Lucas, Elmer Gruñón, Piolín, El gato Silvestre, Beaky Buzzard, Demonio de Tasmania, Yosemite Sam y el Gallo Claudio.
- Bob Bergen como Porky Pig.[5]
- Eric Bauza como Marvin el Marciano, Speedy Gonzales, Conde Bloodcount y Hugo el abominable hombre de las nieves.
- Jim Cummings como Demonio de Tasmania (solo niveles propios).
- Lauri Fraser como Abuelita, Bruja Hazel y Miss Prissy.
- Paul Julian (grabaciones de archivo) como Correcaminos
- Wile E. Coyote también aparece, pero es mudo.

## Cierre
Looney Tunes Dash fue cerrado en 2018. Si el juego se descargó antes del apagado, el menú principal sigue siendo accesible, pero los niveles no.